# Hiệu ứng Matilda

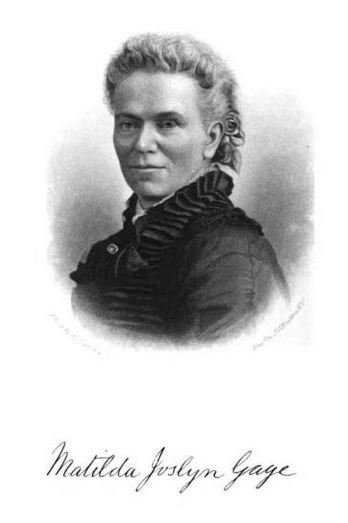
Matilda Joslyn Gage

Hiệu ứng Matilda là một hiện tượng phân biệt đối xử giới trong công tác khoa học, trong đó những đóng góp của phụ nữ trong khoa học bị đánh giá thấp hoặc được quy cho nam giới. Khái niệm được lấy tên theo Matilda Joslyn Gage (1826 – 1898), một nhà hoạt động đòi quyền bầu cử cho phụ nữ và theo chủ nghĩa bãi nô. Bà là người đầu tiên mô tả hiện tượng này trong tiểu luận Women as Inventor (xuất bản lần đầu dưới dạng truyền đơn vào năm 1870 và in lại trên tạp chí American North Review vào năm 1883). Thuật ngữ Hiệu ứng Matilda – Matilda effect được nhà sử học khoa học Margaret W. Rossiter tạo ra trong một nghiên cứu xuất bản vào năm 1993.

Hiệu ứng Matilda là mặt trái của Hiệu ứng Matthew, một hiện tượng khi một nhà khoa học lỗi lạc thường nhận được nhiều công lao hơn một nhà nghiên cứu tương đối ít tên tuổi, kể cả khi công trình của họ có điểm tương đồng.

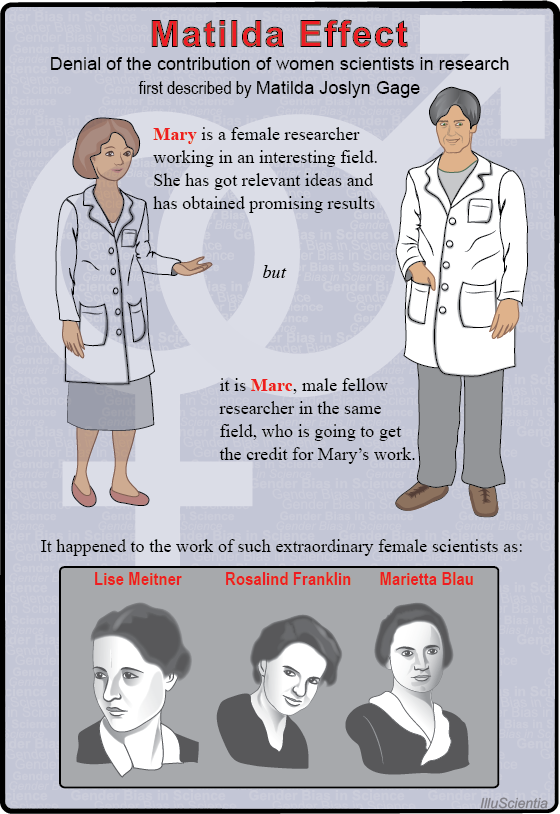
Hiệu ứng Matilda

## Lịch sử
Năm 1969, lúc Margaret Rossiter 24 tuổi, khi đó còn là một học viên sau đại học ngành lịch sử khoa học tại Yale, đã nhận ra rằng các nhà khoa học nữ thường bị gạt ra ngoài lề và những đóng góp của họ không được đánh giá cao như những đồng nghiệp nam. Trong một buổi trò chuyện giữa một nhóm giáo sư và sinh viên, Rossiter đã hỏi các giáo sư rằng liệu đã từng có nhà khoa học nữ nào chưa. Câu trả lời rất rõ ràng: "Không. Không bao giờ. Không có." và thậm chí họ còn cho rằng Marie Curie, người hai lần đoạt giải Nobel, chỉ là trợ lý cho chồng bà. Rossiter đã không nói gì, bà cho rằng đề tài này với họ sẽ không có sự chấp nhận. Về sau Margaret Rossiter đã dành một thập kỷ thu thập tư liệu và cho ra mắt công trình khoa học Women Scientists in America, Struggles and Strategies to 1940 (1982), "khai quật" lại những cuộc đời bị chôn vùi của nhiều nhà khoa học nữ đi trước. Đây là tác phẩm được cho là một nỗ lực tiên phong và đồng thời có tính cách mạng cho việc ghi nhận sự hiện diện của những tri thức nữ trong quá khứ và tương lai.
Trong bài báo The Matthew/Matilda Effect in Science (1993), Rossiter giải thích lý do chọn cái tên Matilda cho hiện tượng nhức nhối này vì Matilda Gage là người đã nhận thức được, cũng như lên án, khuynh hướng đàn ông cấm phụ nữ gặt hái thành quả từ công sức khó nhọc của chính họ, và trên thực tế nhận thấy rằng phụ nữ làm càng nhiều thì đàn ông xung quanh người phụ nữ càng được hưởng lợi và người phụ nữ càng ít được công nhận." Và bà Matilda cho tới ngày nay (tức thời điểm xuất bản) vẫn chưa được biết đến, thế nên chính bà là sự hiện thân thích hợp cho hiện tượng này.
Vào ngày 27 tháng 9 năm 2019, tại Đại học Toulouse của Pháp, một con hẻm Matilda được khánh thành với phương châm "vì vị trí xứng đáng của phụ nữ trong khoa học".
Hiệp hội các nhà nghiên cứu và công nghệ phụ nữ Tây Ban Nha (AMIT) đã tạo ra một phong trào mang tên "#NomoreMatildas" để tôn vinh Matilda Joslyn Gage. Mục tiêu của chiến dịch là thúc đẩy số lượng phụ nữ tham gia khoa học ngay từ khi còn nhỏ, xóa bỏ những định kiến giới.

## Khảo sát
Từ việc phân tích hơn một nghìn ấn phẩm khoa học từ năm 1991 đến năm 2005, Silvia Knobloch-Westerwick và Carroll J. Glynn đã chứng minh rằng các nhà khoa học nam thường xuyên trích dẫn các xuất bản của tác giả nam hơn các xuất bản của tác giả nữ.
Năm 2012, hai nhà nghiên nữ cứu từ Đại học Radboud Nijmegen, Marieke van den Brink và Yvonne Benschop, đã chỉ ra rằng ở Hà Lan giới tính của ứng viên cho vị trí giảng dạy ảnh hưởng đến đánh giá lên họ. Các trường hợp tương tự được mô tả trong một nghiên cứu của Ý cũng được chứng thực bởi các nghiên cứu ở Tây Ban Nha. Mặt khác, một số nghiên cứu không tìm thấy sự khác biệt giữa số trích dẫn và ảnh hưởng của các bài báo của tác giả nam và của tác giả nữ.
Fabienne Crettaz von Roten, một nhà nghiên cứu nữ khác người Thuỵ Sĩ, chỉ ra rằng các bên truyền thông đại chúng mời những nhà khoa học nam lên sóng thường xuyên hơn so với những đồng nghiệp nữ của họ.
Theo Lincoln và cộng sự trong một nghiên cứu năm 2012 ở Hoa Kỳ, "mặc dù nhìn chung sự phân biệt giới tính công khai đang tiếp tục giảm trong xã hội Mỹ", "phụ nữ vẫn tiếp tục gặp thiệt thòi trong việc nhận các trao giải và giải thưởng khoa học, đặc biệt là cho công tác nghiên cứu."

### Quan điểm chuyên gia
Theo chia sẻ kinh nghiệm của PGS.TS Nguyễn Phương Thảo (Giám đốc Trung tâm Nghiên cứu Bệnh truyền nhiễm, Đại học Quốc gia Thành phố Hồ Chí Minh) năm 2023, bên cạnh lý do "xây tổ ấm", "vị trí đòi hỏi sức khoẻ", định kiến "phụ nữ tham vọng", thì chính sách, đãi ngộ thấp ở nữ giới so với đồng nghiệp nam chính là rào cản lớn nhất cho họ khi hoạt động khoa học và công nghệ. Dù phụ nữ có công tác khoa học, giảng dạy, hướng dẫn nhiều không kém đồng nghiệp nam, nhưng họ vẫn có những thiệt thòi trên nhiều phương diện, đặc biệt là tư cách tác giả chính, lương bổng, thu nhập. Ở nữ giới nói chung và nhà khoa học nữ nói riêng thường cảm thấy bị đối xử bất công, coi thường và không được tôn trọng trong công việc.

## Ví dụ điển hình

### Những trường hợp nổi tiếng về phụ nữ chịu ảnh hưởng của hiệu ứng Matilda trong lịch sử khoa học
- Theano (Theano xứ Crotone, thế kỷ 6 TCN) –  nhà triết học đời đầu làm trong lĩnh vực toán học, nhưng hầu hết công trình của bà bị lu mờ hoặc gán cho Pythagoras[20] (nhiều nguồn khác nhau cho rằng ông có thể là chồng, cha hoặc giáo viên của bà.)[21]
- Trotula (Trota xứ Salerno, giữa thế kỷ 11 và 12) – bác sĩ người Ý nổi tiếng với nhiều phương thức chữa trị những căn bệnh của nữ giới; những công trình của chính bà sau khi bà qua đời đều được cho là của các tác giả nam. Sự thù địch dành cho những người phụ nữ làm công việc dạy học và chữa bệnh thời ấy đã dẫn đến việc phủ nhận sự tồn tại của bà. Lúc đầu, công trình của bà bị gán là của chồng và con trai, cũng hành nghề y. Nhưng một vị tu sĩ thời đó cho rằng một người có nhiều thành tựu như này ắt hẳn là một người đàn ông, nên tu sĩ đã viết sai tên bà theo một bài chuyên luận của bà – Trotula, vì từ này có hình vị giống đực trong tiếng Latin. Vào thế kỷ 20, sử gia y học người Đức, Karl Sudhoff, với ý định nâng cao vị thế chuyên môn của mình, đã hạ Trotula (tức Trota) xuống hàng bà đỡ, với lý do sai lầm rằng các chuyên luận này quan trọng đến mức ắt phải được viết bởi một bác sĩ nam.[2] Cuốn Từ điển Tiểu sử Khoa học đã không nhắc đến tên bà.Bức minh họa mô tả "Trotula", mặc trang phục màu đỏ và xanh lá cây với chiếc mũ đội đầu màu trắng, tay cầm một quả cầu đựng nước tiểu.

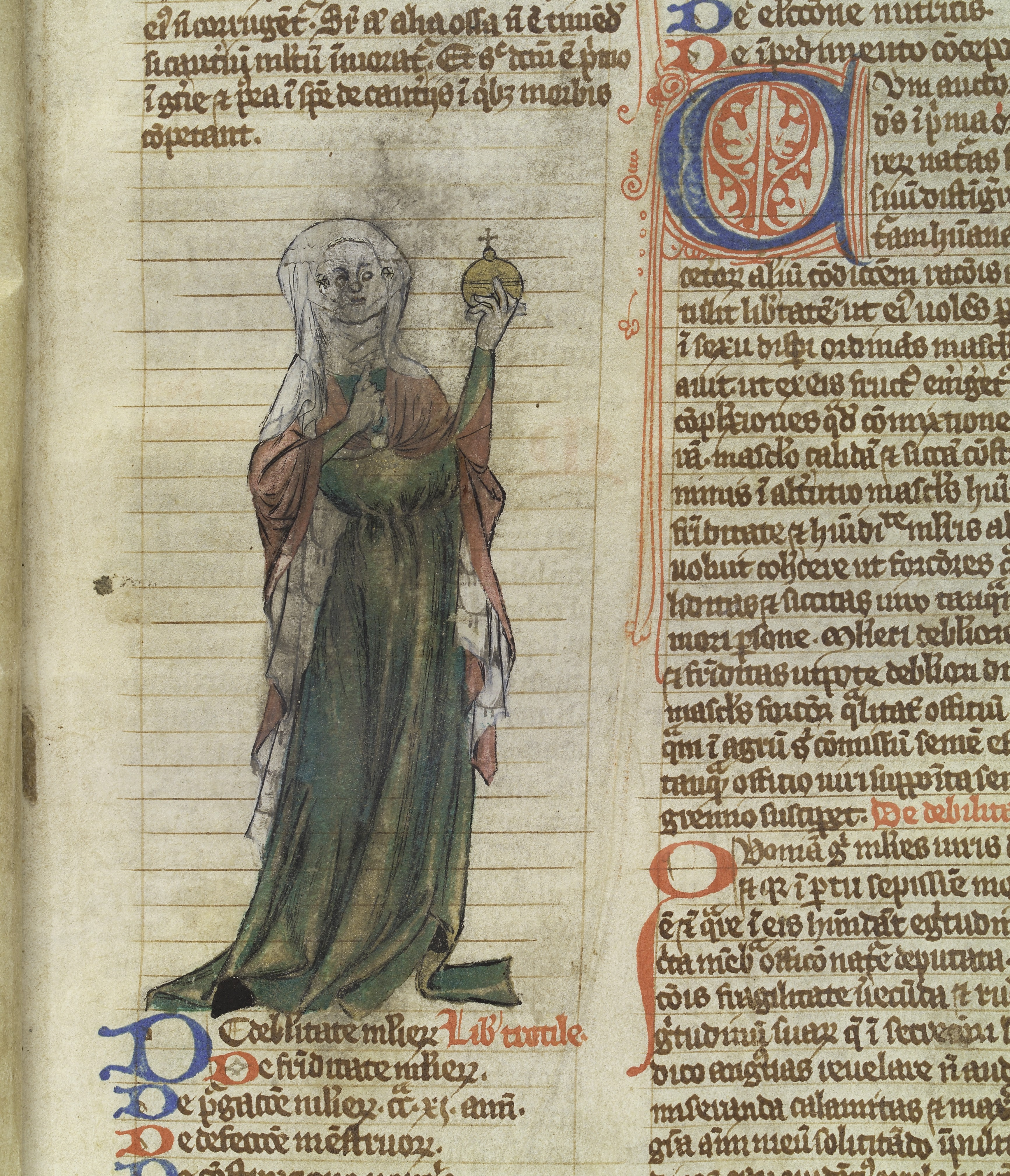
Bức minh họa mô tả "Trotula", mặc trang phục màu đỏ và xanh lá cây với chiếc mũ đội đầu màu trắng, tay cầm một quả cầu đựng nước tiểu.

- Jeanne Baret (1740–1807) – nhà thực vật học người Pháp, người phụ nữ đầu tiên hoàn thành hành trình đi vòng quanh địa cầu. Dưới danh nghĩa trợ thủ và cộng sự của nhà thực vật học Philibert Commerson, bà đã cải trang thành đàn ông, gia nhập cuộc viễn chinh của nhà thám hiểm Louis-Antoine de Bougainville. Họ đã thu thập những mẫu vật đầu tiên của hoa giấy (Bougainvillea). Hầu hết các khám phá về thực vật học đều được cho là của riêng Commerson, tên của ông được đặt cho khoảng một trăm loài. Mãi tới rất lâu sau đó tận năm 2012, bà Beret mới được vinh danh lấy tên cho một loài hoa – Solanum baretiae.[22]Hoa Solanum baretiae, thuộc chi Cà, được đặt tên theo nhà thực vật học và nhà thám hiểm Jeanne Baret

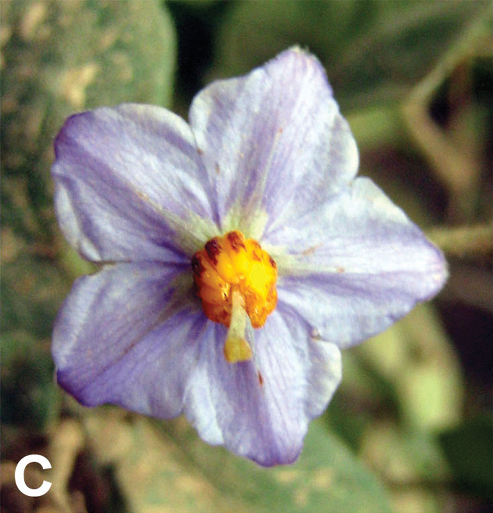
Hoa Solanum baretiae, thuộc chi Cà, được đặt tên theo nhà thực vật học và nhà thám hiểm Jeanne Baret

- Nettie Stevens (1861–1912) – người phát hiện ra cơ sở quyết định giới tính theo nhiễm sắc thể XY. Những nghiên cứu mang tính quyết định của bà lên sâu bột lần đầu chỉ ra rằng giới tính của một sinh vật được xác định bởi nhiễm sắc thể của nó chứ không phải bởi các yếu tố môi trường hay gì khác. Phát hiện vô cùng ảnh hưởng này của Stevens đã tạo ra bước chuyển cho giới khoa học đi tới một dòng nghiên cứu mới: Xác định giới tính bằng nhiễm sắc thể.[23] Tuy nhiên, Thomas Hunt Morgan, một nhà di truyền học nổi tiếng vào thời điểm đó, được số đông công nhận là người có phát hiện này.[24] Mặc dù có nhiều công trình nghiên cứu trong lĩnh vực di truyền học, những đóng góp của Stevens cho công trình của Morgan thường bị bỏ qua.[25]
- Mary Whiton Calkins (1863–1930)  nhà tâm lý học của Đại học Harvard đã phát hiện ra rằng các kích thích kết hợp với các kích thích sống động khác sẽ được ghi nhớ dễ dàng hơn và thời gian tiếp xúc tăng lên sẽ cải thiện khả năng ghi nhớ. Những khám phá này và phương pháp liên quan sau đó đã được Georg Elias Müller và Edward B. Titchener sử dụng mà không ghi công Calkins.
- Gerty Cori (1896–1957) – Nhà hóa sinh đoạt giải Nobel, từng làm trợ lý cho chồng nhiều năm dù có trình độ ngang nhau cho vị trí giáo sư đại học.
- Rosalind Franklin (1920–1958) – nhà hóa lý người Anh, đã thu được bức ảnh đầu tiên về DNA bằng phương pháp nhiễu xạ tia X (bức ảnh 51). Bức ảnh này, cũng như công trình nghiên cứu mà bà có được mà chính bà không hề hay biết, đã cho phép các nhà nghiên cứu James Dewey Watson và Francis Crick chứng minh cấu trúc xoắn kép của phân tử DNA, đem đến cho hai người cùng Maurice Wilkins giải Nobel năm 1962 mà không nhắc đến tên hay trích dẫn cũng như nhận thức được vai trò của người đồng nghiệp nữ.[26][27]Rosalind Franklin trở thành một hệ hình cho việc người phụ nữ bị các đồng nghiệp nam coi thường, lợi dụng công việc của bà, nhưng không được công nhận xứng đáng, kể cả giải Nobel.

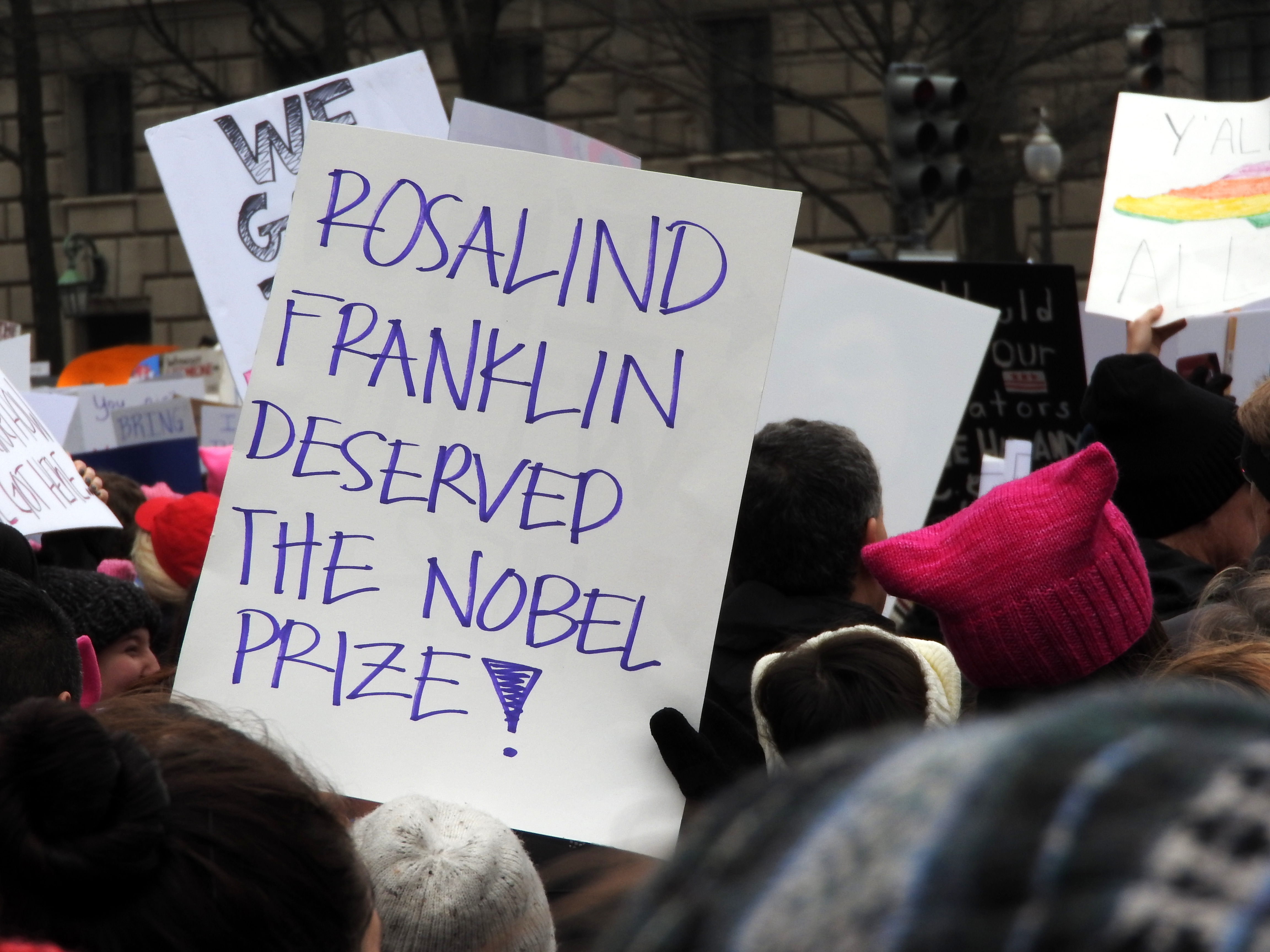
Rosalind Franklin trở thành một hệ hình cho việc người phụ nữ bị các đồng nghiệp nam coi thường, lợi dụng công việc của bà, nhưng không được công nhận xứng đáng, kể cả giải Nobel.

- Marthe Gautier (1925–2022) –  nữ bác sĩ người Pháp, đã góp phần khám phá ra tam bội nhiễm sắc thể 21 vào năm 1958 tại Bệnh viện Trousseau, Paris. Một thực tập sinh của Trung tâm Nghiên cứu Khoa học Quốc gia Pháp, Jérôme Lejeune, đã tự nhận khám phá này tại một hội nghị ở Montreal năm 1959 và được giải thưởng Kennedy.[27] Quỹ Jérôme-Lejeune của Pháp tranh cãi gay gắt và bác bỏ sự đóng góp của Gautier.[28] Năm 2009, Marthe Gautier nhận được giải thưởng lớn của Liên đoàn Di truyền học con người Pháp cho phát hiện của mình.[27] Năm 2014, Ủy ban đạo đức của Viện Nghiên cứu Y học và Sức khỏe Quốc gia của Pháp công nhận vai trò của Marthe Gautier trong việc phát hiện ra hội chứng Down.[29]
- Marian Diamond (1926–2017) – làm việc tại Đại học California, Berkeley, đã phát hiện hiện tượng tính dẻo của não, điều này trái ngược với giáo điều thần kinh học trước đây. Năm 1964, Khi bài báo tầm cỡ của bà sắp được xuất bản, bà phát hiện ra rằng tên của hai đồng tác giả phụ, David Krech và Mark Rosenzweig, đã được đặt trước tên bà (thêm cả việc tên bà cũng được đặt trong ngoặc đơn). Bà kháng nghị rằng bà đã thực hiện những công việc thiết yếu được mô tả trong bài báo và tên của bà sau đó được đặt ở vị trí đầu tiên (không có dấu ngoặc đơn).[30]
- Harriet Zuckerman (sinh 1937) – cung cấp dữ liệu cốt lõi cho khái niệm nổi tiếng của chồng bà R.K. Merton về hiệu ứng Matthew. Trong lần xuất bản đầu tiên năm 1968 về khái niệm này, vai trò của bà bị giảm xuống thành một loạt chú thích cuối thay vì đồng tác giả, điều mà sau này Merton thừa nhận là một sai sót trong các phiên bản tiếp theo của bài báo.[31][32]
- Lập trình viên của dự án ENIAC (cống hiến năm 1946) – nhiều phụ nữ đã có những đóng góp đáng kể cho dự án, bao gồm Adele Goldstine, Kay McNulty, Betty Jennings, Betty Snyder, Marlyn Wescoff, Fran Bilas và Ruth Lichterman, nhưng lịch sử của ENIAC thường không đề cập đến những đóng góp này và nhiều lúc chỉ nói về những thành tựu về phần cứng thay vì thành tựu phần mềm.[33]

### Những trường hợp nổi tiếng về các nhà khoa học nam được ưu ái hơn các nhà khoa học nữ cho giải thưởng Nobel
- Năm 1934, giải Nobel về Sinh lý học hoặc Y học được trao cho George Whipple, George Richards Minot và William P. Murphy. Họ cảm thấy rằng đồng nghiệp nữ của họ, Frieda Robscheit-Robbins, bị loại ra vì lý do giới tính của bà. Tuy nhiên, Whipple đã chia sẻ số tiền thưởng với bà vì ông cảm thấy bà cũng xứng đáng nhận giải Nobel, vì bà là đồng tác giả của hầu hết các xuất bản của Whipple.
- Năm 1944, giải Nobel Hóa học được trao cho một mình Otto Hahn. Lise Meitner đã làm việc với Hahn và đã đặt nền tảng lý thuyết cho phản ứng phân hạch hạt nhân (bà là người đặt ra thuật ngữ "phân hạch hạt nhân"). Meitner không được Hội đồng Giải thưởng Nobel công nhận, một phần do giới tính của bà và một phần do căn tính Do Thái của bà bị đàn áp ở Đức Quốc xã. Bà bị vướng Luật phục hồi Nghề dịch vụ Dân sự, cấm người Do Thái nắm giữ các chức vụ liên quan đến chính phủ, kể cả trong lĩnh vực nghiên cứu. Ban đầu, quốc tịch Áo đã bảo vệ bà khỏi bị đàn áp, nhưng cô đã trốn khỏi Đức sau sự kiện Hitler sáp nhập Áo vào năm 1938.[34]
- Năm 1950, Cecil Powell nhận giải Nobel Vật lý cho sự phát triển phương pháp hình ảnh trong nghiên cứu quá trình hạt nhân và kết quả là phát hiện ra pion (pi-meson). Marietta Blau đã đi trước trong lĩnh vực này, Erwin Schrödinger đã đề cử bà cho giải thưởng cùng với Hertha Wambacher, nhưng cả hai đều bị loại.[35]Chien-Shiung Wu năm 1963

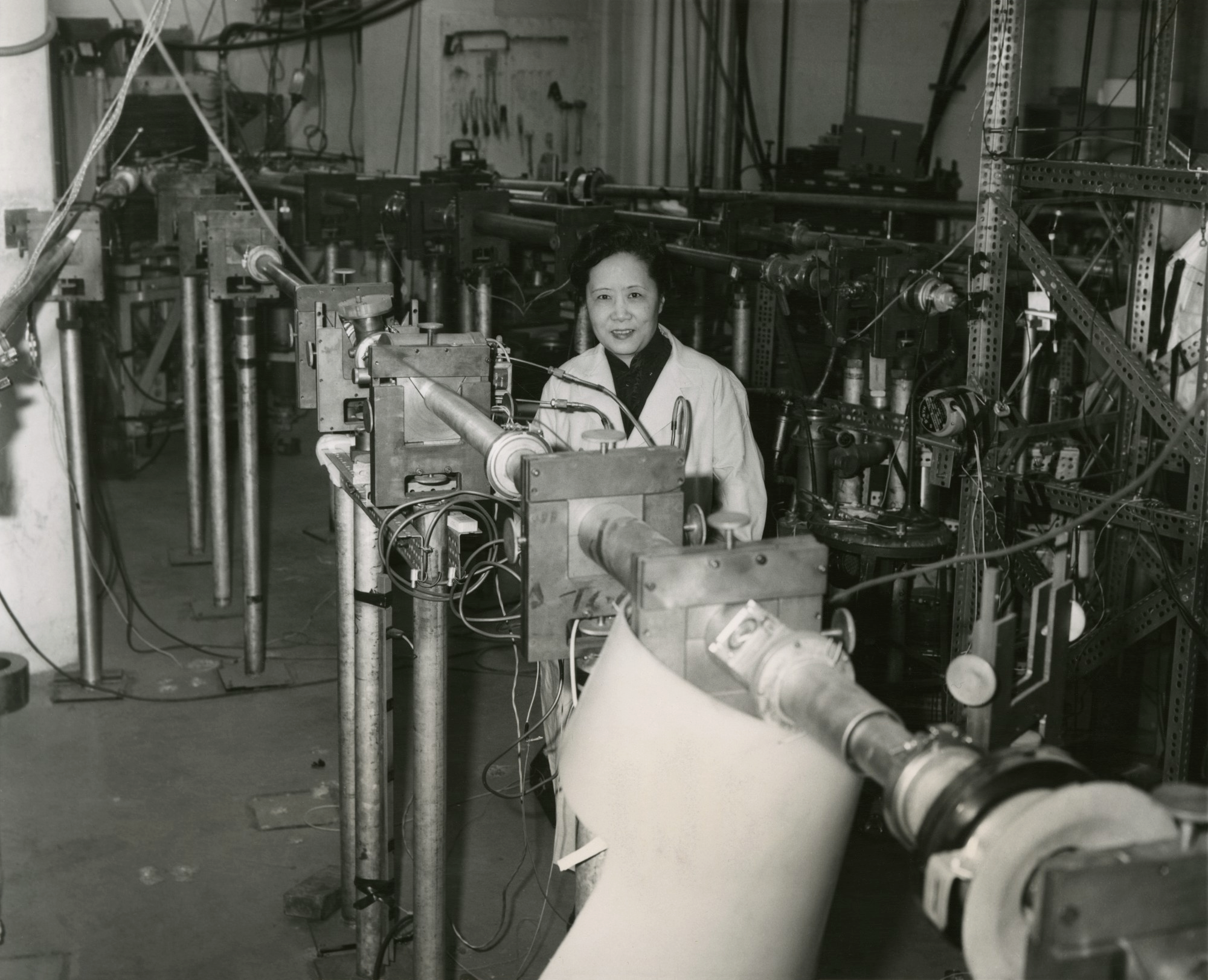
Chien-Shiung Wu năm 1963

- Năm 1956, hai nhà vật lý người Mỹ Tsung-Dao Lee và Chen Ning Yang, nghi ngờ một loại hạt mới được phát hiện có tên kaon vi phạm các lý thuyết về định luật chẵn lẻ. Nhà vật lý Chien-Shiung Wu đã làm việc với một nhóm tại Viện Tiêu chuẩn và Công nghệ Quốc gia để xác nhận lý thuyết của Lee và Yang bằng thực nghiệm. Sau nhiều tháng thử nghiệm, Chien-Shiung Wu đưa ra kết luận, hạt nhân tinh thể coban phát ra electron ở một bên nhưng không phát ra bên kia, do đó bà đã chứng minh định luật bảo toàn tính chẵn lẻ lúc bấy giờ hoàn toàn sai.[36] Giải Nobel Vật lý năm 1957 được trao cho các nhà vật lý nam còn bà Wu thì bị loại. Bà là người đầu tiên nhận được giải Wolf Vật lý năm 1978, ghi nhận công trình của mình.[37][38]Joshua Lederberg và Esther Lederberg

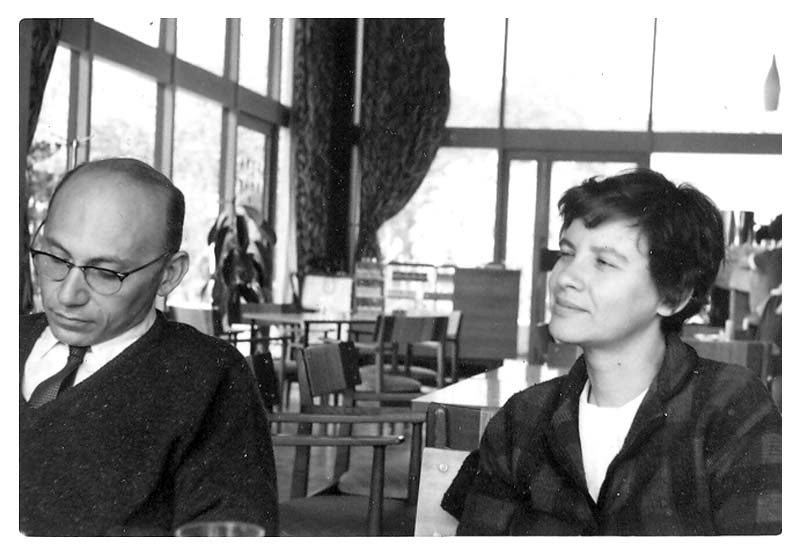
Joshua Lederberg và Esther Lederberg

- Năm 1958, Joshua Lederberg nhận giải Nobel về Sinh lý học hoặc Y học cùng George Beadle và Edward Tatum. Nhà vi sinh vật học Joshua Lederberg và người vợ Esther Lederberg, một nhà vi sinh vật học người Mỹ và là người tiên phong lớn trong di truyền học vi khuẩn, đã phát triển ra phương pháp cấy đóng dấu, cấy truyền khuẩn lạc từ đĩa petri này sang đĩa petri khác. Trước khi có phương pháp này, các nhà khoa học phải sử dụng một công cụ giống như cây tăm để di chuyển từng lạc khuẩn, khá tốn thời gian. Joshua và Esther qua phương pháp này đã cho ra một công trình mang tính bước ngoặt, chứng minh rằng đột biến xảy ra ngẫu nhiên trong quá trình tiến hóa chứ không phải vì đột biến mang tính cần thiết (đây là đề tài đang được tranh cãi vào thời điểm đó). Phương pháp này đã được áp dụng rộng rãi cho tới ngày này. Phương pháp cũng chứng minh rằng tình trạng kháng kháng sinh đã hiện điện sẵn ở các lạc khuẩn chứ không phải như nhiều nhà khoa học tin rằng chỉ phát triển khi tiếp xúc với kháng sinh. Công trình đã đem về cho Joshua Lederberg giải Nobel. Joshua đã có công nhận vợ mình trong bài diễn thuyết Nobel, nói rằng ông "đã rất vui khi được đồng hành bên những vị đồng nghiệp, trên hết chính là vợ tôi." Nhưng chỉ là một thoáng như vậy, và sau khi họ về đến nhà, ông được mời làm trưởng khoa di truyền học ở Stanford, còn bà Esther thì được mời làm cộng tác nghiên cứu ở một khoa khác. Kỷ nguyên của "cặp vợ chồng khoa học" từ đó đã đến hồi kết. Về sau, không rõ nguyên nhân gì, năm 1966, cả hai đã ly hôn. Năm 1989, bà gặp được một kỹ sư mới đến Stanford tên là Matthew Simon và kết hôn năm 1993, khi ấy bà đã 70 tuổi. Từ khi Esther Lederberg qua đời vào năm 2006, Simon đã dành nhiều thời gian làm một trang web tưởng niệm để tôn vinh bà. Trang web liệt kê đầy đủ những bức ảnh, bài báo, những khám phá của bà, thậm chí cả những sở thích riêng và hoạt động ngoại khoá. Đây như một lời khẳng định của Simon cùng với những người khác tin rằng Esther Lederberg đã bị lu mờ và đánh giá thấp vì bà là phụ nữ.[39][40][41]Jocelyn Bell Burnell năm 1967

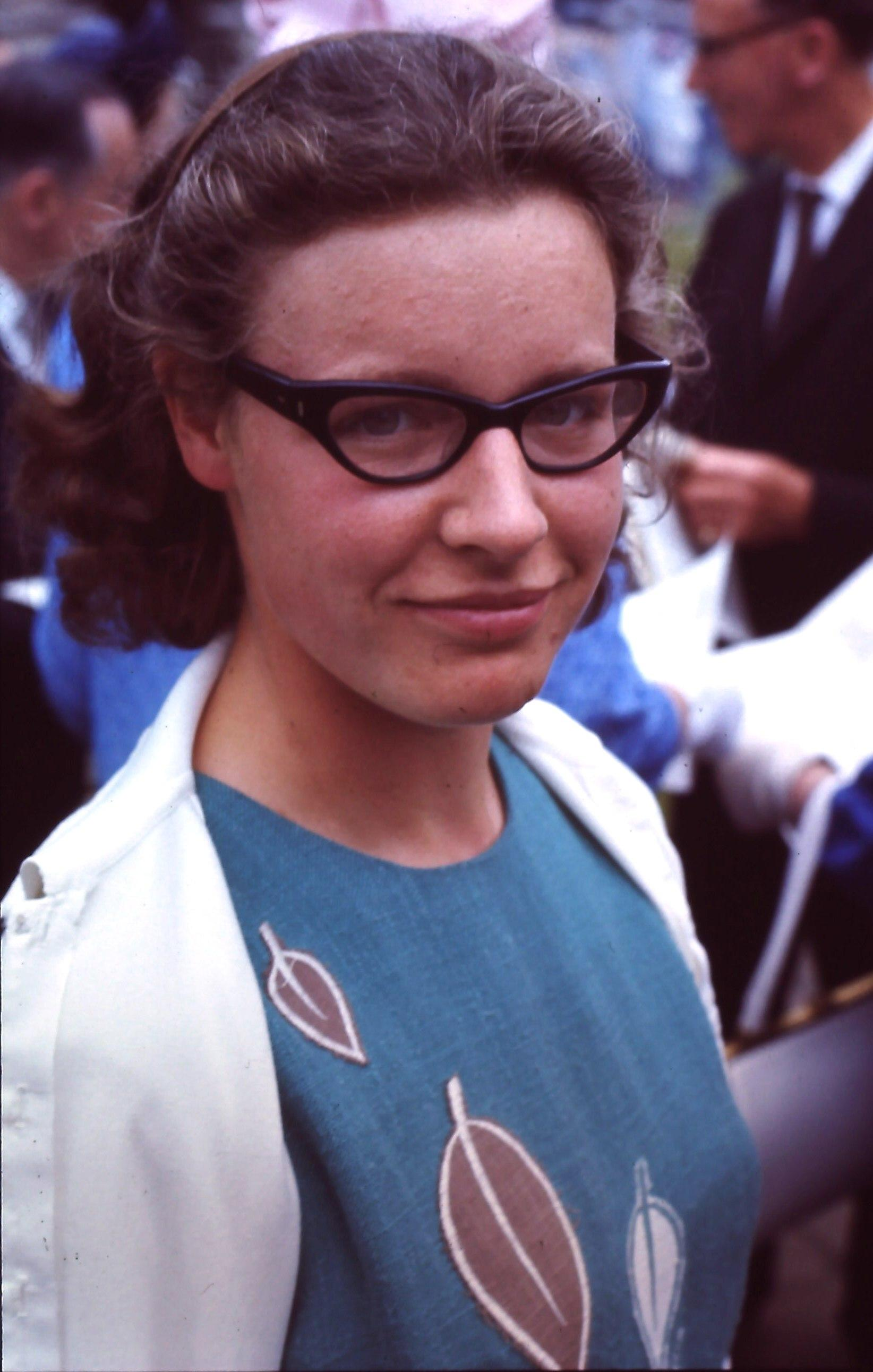
Jocelyn Bell Burnell năm 1967

- Vào cuối những năm 1960, Jocelyn Bell (sinh 1943) đã phát hiện ra tín hiệu vô tuyến từ sao xung (pulsa). Với khám phá này, vào năm 1974, giải Nobel Vật lý đã được trao cho giảng viên hướng dẫn của bà là Antony Hewish và Martin Ryle, xướng tên Hewish và Ryle vì công trình tiên phong của họ trong vật lý thiên văn vô tuyến.[42] Vào thời điểm phát kiến, Jocelyn Bell đang là một nghiên cứu sinh. Hai năm đầu tại Cambridge, bà dành thời gian hỗ trợ xây dựng kính viễn vọng vô tuyến 81,5 megahertz dùng để theo dõi các chuẩn tinh (quasar). Kính viễn vọng đi vào hoạt động vào năm 1967, công việc của Jocelyn Bell là vận hành kính thiên văn và phân tích hơn 120 mét giấy biểu đồ do kính thiên văn tạo ra bốn ngày một lần. Sau vài tuần phân tích, Bell nhận thấy một số tín hiệu bất thường trên giấy biểu đồ. Những tín hiệu này được tạo ra bởi một nguồn vô tuyến quá nhanh và đều để xem như một chuẩn tinh. Mặc dù nguồn tín hiệu chỉ chiếm khoảng 2,5 cm trên 121,8 mét giấy biểu đồ nhưng Jocelyn Bell đã nhận ra tính quan trọng của nó. Bà đã phát hiện ra bằng chứng đầu tiên về sự tồn tại một sao xung, là một trong những phát hiện thiên văn quan trọng nhất của thế kỷ 20 – sao xung còn có thể được xem như công cụ mạnh mẽ để kiểm tra vật lý, thăm dò không-thời gian và đi sâu các vùng tối của vũ trụ.[43] Vào tháng 2 năm 1968, bài báo về phát hiện này được công bố trên tạp chí Nature, một trong những tạp chí khoa học được đánh giá cao nhất. Tên của Hewish được đặt đầu tiên trong bài nghiên cứu, tên của Bell đứng thứ hai, khi ấy bà 24 tuổi.[44] Trong khi bài nghiên cứu đã tạo ra một lượng thông tin lớn thu hút các nhà nghiên cứu, thì tại các cuộc phỏng vấn, các nhà báo thường yêu cầu Hewish giải thích ý nghĩa khoa học của phát hiện này, sau đó quay sang Bell hỏi cho có lệ. Các phóng viên muốn biết kích thước vòng một của bà và bà có bao nhiêu bạn trai. Một nhiếp ảnh gia còn nhờ bà cởi thêm một chiếc cúc trên áo.[45] Phát kiến của Jocelyn Bell là một phần trong luận án của bà, năm 1974, bà đã lấy được học vị Tiến sĩ, cùng năm đó giải Nobel Vật lý đã không nhắc tới tên bà. Bell luôn nói rằng bà rất vui vì các ngôi sao của bà đã khiến Hội đồng Nobel nhìn ra rằng vật lý thiên văn cũng là một ngành vật lý hàng đầu bởi trước đó chưa có giải Nobel Vật lý nào được trao cho người theo lĩnh vực này. Bà không hề cay cú, bà nhận ra rằng xét cho cùng, bà chỉ là một sinh viên vào thời điểm phát kiến ấy.[46] Dù vậy, nhiều nhà nghiên cứu khác coi việc loại bỏ bà khỏi giải Nobel là một sự bất công.[47]